# Adolf Hurwitz
Adolf Hurwitz   (Hildesheim, 26 de març de 1859 - Zúric, 18 de novembre de 1919) va ser un matemàtic alemany.
Va néixer a Hildesheim, aleshores Regne de Hannover, avui Baixa Saxònia, Alemanya en una família jueva, i va morir a Zúric, Suïssa. El seu pare, Salomon Hurwitz, era un petit industrial. La seva mare, Elise Wertheimer, va morir quan ell tenia només tres anys. Hurwitz va començar a estudiar al Realgymnasium Andreanum de Hildesheim el 1868. Aquí el seu professor de matemàtiques va ser Hermann Schubert. Schubert va convèncer el seu pare de deixar-lo anar a la Universitat i ho va arranjar tot perquè estudiés amb Felix Klein a Múnic. Hurwitz va entrar a la Universitat de Múnic el 1877, amb només 17 anys. Només hi va romandre un curs atenen les classes de Felix Klein; els tres trimestres següents va estar a la Universitat de Berlín on va anar a les classes de Ernst Kummer, Karl Weierstrass i Leopold Kronecker, abans de tornar a Múnic.
L'octubre de 1880, Felix Klein se’n va anar a la Universitat de Leipzig i Hurwitz el va seguir, convertint-se en estudiant de doctorat sota la seva supervisió. El 1881 va obtenir aquest grau amb una tesi sobre les funcions el·líptiques modulars. Després de dos anys a la Universitat de Göttingen, el 1884 va obtenir una plaça de Professor Associat a la Universitat de Königsberg, on va conèixer els joves David Hilbert i Hermann Minkowski, sobre els qui va exercir certa influència. Aquest mateix any, es va casar amb Ida Samuel, filla d'un professor de medicina de la Universitat, amb qui va tenir tres fills. Finalment, el 1892, va obtenir una plaça de professor titulat al ETH Zürich on va romandre la resta de la seva vida. Aquell mateix any li van oferir una plaça a Göttingen, però tot i ser una Universitat molt més prestigiosa que Zúric, la va rebutjar perquè ja s'havia compromès amb Zúric i era una persona d'extremada lleialtat.
L'obra de Hurwitz està fortament influenciada per Klein i Riemann. Va ser el primer gran estudiós de la Superfície de Riemann